# José Flávio Pécora
José Flávio Pécora (São Paulo, 9 de marzo de 1928 - 12 de abril de 2007), fue un economista y político brasileño. Ministro interino de Planeamiento entre 1979 y 1985.

## Biografía
Pécora estudió Economía en la Universidad de São Paulo. Fue Secretario General del Ministerio de Hacienda de Brasil entre 1969 y 1974, e interinamente ocupó la titularidad del Ministerio de Planeamiento entre 1979 e 1985. Junto con Antônio Delfim Netto fueron responsables del llamado "milagro económico" durante la dictadura militar.